# Școala primară Erich Kästner

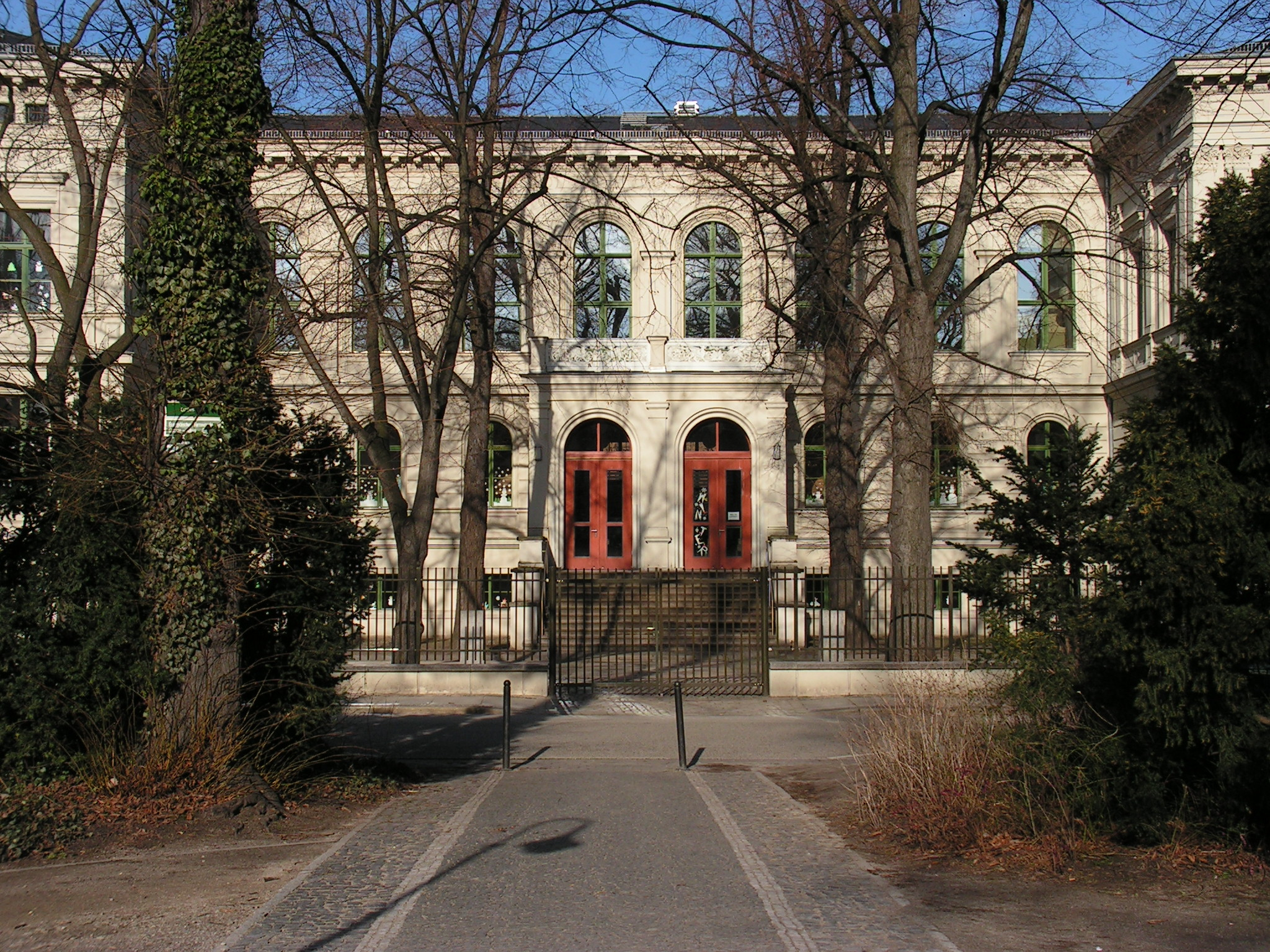
Şcoala primară Erich Kaestner

Școala primară Erich Kästner este o școală în Cottbus. Poartă numele poetului Erich Kästner.

## Istorie
Aceasta este cea mai veche școală din Cottbus. Clădirea a fost construită între anii 1865 și 1867 după planurile arhitectului Adolph Lohse. In 1867 au început aici cursurile gimnaziului Friedrich Wilhelm.
Din 1991 în școală  a început să se predea și limba sorbisch (o limbă care se vorbește de o mică comunitate în landul Brandenburg) si din anul 1993 franceza. Din 1998, școala face și schimburi educaționale de copii (programul Comenius). A făcut schimburi în Franța, Italia și Polonia.

## Orele
Elevii învață franceza din clasa I, iar engleza din clasa a III-a. În școală se învață pe grupe de diferențiere. Orele diferențiate sunt doar o dată pe săptămână și se fac la engleză, matematică, și germană.  Scoala are laboratoare de fizică, chimie, tehnică și o sală de calculatoare.

## Cercuri de elevi
Elevii au posibilitatea să frecventeze gratuit cercurile organizate de școală, de exemplu: cercul de limbă franceză, de limbă engleză, de șah, de fotbal, de tenis de masă, de baschet, Breakdance, de bucătărie franțuzească, sculptură ș.a. Toate se țin în afara orelor de școală.